# (6142) Tantawi
(6142) Tantawi es un asteroide perteneciente al cinturón de asteroides, región del sistema solar que se encuentra entre las órbitas de Marte y Júpiter, descubierto el 23 de marzo de 1993 por Alan C. Gilmore y la también astrónoma Pamela M. Kilmartin desde el Observatorio Universitario del Monte John, Isla Sur, Nueva Zelanda.

## Designación y nombre
Designado provisionalmente como 1993 FP. Fue nombrado Tantawi en homenaje a Muhammad Tantawi, astrónomo y matemático egipcio, nació en Tanta estableciéndose después en Damasco, Siria. Conocido sobre todo por reconstruir el antiguo reloj de sol en la mezquita Omayad en la antigua ciudad de Damasco, que fue originalmente hecha por el astrónomo sirio Ibn al-Shatir.

## Características orbitales
Tantawi está situado a una distancia media del Sol de 2,458 ua, pudiendo alejarse hasta 2,798 ua y acercarse hasta 2,119 ua. Su excentricidad es 0,138 y la inclinación orbital 2,945 grados. Emplea 1408,18 días en completar una órbita alrededor del Sol.

## Características físicas
La magnitud absoluta de Tantawi es 13,6. Tiene 9,167 km de diámetro y su albedo se estima en 0,092. 